# Chen Danqing
Dans ce nom chinois, le nom de famille, Chen, précède le nom personnel Danqing.
Chen Danqing (chinois : 陈丹青 ; pinyin : chén dānqīng), né le 11 août 1953 à Shanghai, est un peintre, critique littéraire et écrivain chinois, ayant participé au mouvement pictural Groupe Terre Natale. Il s'est fait connaître par ses représentations des peuples du Tibet.
Chen est devenu un homme influent dans les milieux littéraire et artistique. Comme son grand-père a déménagé à Taiwan avec le gouvernement nationaliste, il a eu la nationalité de la République de Chine. Il a déménagé aux États-Unis dans les années 1980, il est devenu citoyen.

## Biographie
Né en 1953, Il a passé son enfance à Shanghai avec ses parents et un frère plus jeune. Issu d'une famille originaire de Táishān (台山) dans la province du Guangdong. Un professeur d'art plastique du cycle secondaire l'oriente vers des études artistiques. 

### La révolution culturelle
Chen Danqing est un peintre autodidacte. Il a obtenu son brevet des collèges à l'époque de la révolution culturelle. En 1970, pendant la révolution culturelle, après avoir été diplômé de son école secondaire il a été forcé d'aller à la campagne, il est obligé de partir à la campagne à Ganzhou, dans la province du Jiangxi, puis à Jiangsu, et plus tard avec l'aide de Chen Yifei, il a déménagé vers les banlieues de Nanjing et se sont installés là-bas.  Il a ensuite travaillé pendant huit ans à la campagne, il s'est formé tout seul à la peinture et s'est acquis une certaine renommée. En 1976, Chen est parti au Tibet, où il s'est inspiré de sujets touchant les ethnies minoritaires. Pendant cette période, ses travaux réalisés comprennent « Écrire une lettre au président Mao » (给敬爱的毛主席写信, gěi jìng'ài de máo zhǔxí xiě xìn) une peinture qui exprime l'aspiration des jeunes à rester dans les zones rurales, « Larmes versées sur les champs de moisson » (泪水洒满丰收田, Lèishuǐ sǎ mǎn fēngshōu tián), et un certain nombre de peintures à l'huile et des œuvres lianhuanhua sur le thème de la guerre civile chinoise. Bien connu dans les "cercles de l'art", ses croquis ont été imités par ses pairs. Ses œuvres "Larmes versées sur les champs de moisson" et L'armée entrant au Tibet ont été sélectionnées pour faire partie respectivement de l'Exposition nationale des beaux-Arts et l'Exposition des beaux-Arts de toute l'armée en 1977.

### Tableaux tibétains
Avec la restauration de l'Examen d'admission Education Nationale Supérieure en 1978, après la fin de la révolution culturelle, Chen Danqing a été admis en master au département de peinture à l'huile de l'Académie centrale des beaux-arts de Chine, dans lequel il a par la suite travaillé après l'obtention de son diplôme. Afin de préparer ses travaux de fin d'études, il s'est rendu une seconde fois au Tibet en 1980, créant le mémorable album Tableaux tibétains, constitué de sept peintures dont les dimensions sont toutes inférieures à un mètre carré. Cette série de peintures avait pour objectif de souligner l'évolution du réalisme influencé par l'URSS vers le réalisme classique européen dans le milieu de la peinture à l'huile en Chine, qui met aujourd'hui l'accent sur la vie quotidienne plutôt que sur les héros. Il produit des peintures intitulées « Séries du Tibet » (西藏组画, xīzàng zǔ huà), sur le thème des peuples tibétains, dont « Larmes versées sur les champs de moisson ». 
En 1980, il devient professeur de peinture à l'huile. La même année, son travail de thèse « Peinture des groupes du Tibet » a reçu une reconnaissance beaucoup plus large que l'un de ses travaux précédents, et est maintenant considéré comme un représentant parmi les œuvres qui se dressaient contre les créations dogmatiques produites sous la révolution culturelle. 

### New York (1982-2000)
En 1982, Chen a démissionné et s'est installé à New York, aux États-Unis, où l'art postmoderne était en plein essor, pour se consacrer totalement à la peinture et a poursuivi ses études à Art Students League of New York. Au début des années 1980, Chen peint dans le style du réalisme socialiste, et a été à un moment décrit par le gouvernement comme peintre à l'huile les plus talentueux en Chine. Mais dans le milieu des années 1980, Chen a rompu avec les mœurs de la bureaucratie. Influencé par le français Jean-François Millet, sa série Tibétains à son tour a une influence énorme sur la Native Soil mouvement naissant de peinture. Il a alors cherché à donner une nouvelle lecture aux peintures historiques. Au début des années 1990, il a créé une série de peintures sur deux ou trois colonnes, voire plus, mettant côte à côte de nombreux ouvrages historiques célèbres et des images contemporaines, à dessein de dévoiler les similarités et les différences des comportements et concepts humains au fil de l'évolution historique.
En 1995, il a réalisé une œuvre intitulée Nature morte sur dix colonnes, s'étendant sur 2 m de large et 15 m de long, composée de neuf dessins sur l'art d'installation moderne. En septembre 2006, son Street Theater, qu'il avait créé en 1991, a été vendu aux enchères pour 1,47 million de dollars à New York. Dans cette production sur deux colonnes, il a juxtaposé l'image d'une rue de Beijing prise par le photographe américain David Turnley et celle d'une autre rue de France prise par le célèbre correspondant de guerre Robert Cape. Il organise des expositions de peinture à Taipei (Taïwan) en 1995, Hong Kong en 1998.

### Le retour à Pékin
En 2000, à l'invitation de l'université Tsinghua, Chen est retourné en Chine travailler comme professeur à l'Institut des beaux-Arts et redevient professeur des beaux-arts et tuteur de doctorat, où il organise des expositions à Pékin, Wuhan, Chaoyang, Canton, Nankin et Shanghai.
Il en démissionne en octobre 2004, en raison de la baisse du recrutement des élèves dans son département. En 2007, il a officiellement démissionné et s'est consacré exclusivement à l'écriture et à la peinture. Plusieurs fois, il a organisé des expositions personnelles ou participé à des expositions collectives en Chine et à l'étranger.
En 2008, il participe à l'édition 2008 des Jeux Olympiques de Pékin pour la conception de la planification de la cérémonie d'ouverture.
En tant qu'écrivain, Chen a publié une dizaine d'ouvrages, comme Random Notes from New York, Foreign Music in a Foreign Country et Extra Material. Les thèmes abordés dans ses livres couvrent les domaines social, culturel, artistique ou encore littéraire.

## Œuvre

### Exposition de groupe
· Army Art Exhibition ("March to Tibet," Musée d'art national de Chine, Pékin 1977)

· National Art Exhibition (« Larmes versées sur les champs de moisson », Musée d'art national de Chine, Pékin 1977)

· Central Academy of Fine Arts Graduate Exhibition (« Peinture des groupes du Tibet », Académie centrale des beaux-arts de Chine, Pékin 1980)

· People's Republic of China Art Exhibition (Spring Salon in Paris, France 1982)

· Chinese Contemporary Art Exhibition (Wally Findlay Galleries, New York, États-Unis 1982)

· Group Show (Santa Ana Los Angeles Museum of Contemporary Art · États-Unis 1987)

· China Five Thousand Years of Civilization Art Exhibition (Musée Solomon R. Guggenheim · 1998)

· Twentieth Century Neoclassical Retrospective (Museum of Modern Art · Belgique Wusi Deng 2001)

· China Dialogue Exhibition of Contemporary German Art (Du Fort Museum of Modern Art · Allemagne Myers 2002)

· The Original Image Ⅱ · Contemporary Works on Paper Exhibition (Yibo Gallery, Shanghai 2003)

· Art and War (Graz, Graz, Autriche, 2003 Art Museum)

· Feel · Memory (Yibo Gallery, Shanghai 2004)

· Century Spirit · Chinese Contemporary Art Masters (Millennium Art Museum, Pékin 2004)

· Art and China's Revolution (Asia Society, New York, 2008 Art Museum)

· Doran 5 years · Chinese Contemporary Art Retrospective (Shanghai Duolun Museum of Modern Art · 2008)

· Very status · Chinese Contemporary Art Exhibition of Twelve Masters (Wall Art Museum, Pékin 2009)

· Chinese Painting Exhibition of artists of the twentieth century (China National Grand Theater, Pékin 2009)

· Original Song 2011 Summer Exhibition (original song Gallery, Shanghai 2011)

· Khe Qingyuan · Chinese New Painting (Louise Blouin Foundation · Londres 2010)

· Thirty Years of Chinese Contemporary Art History · Painting articles (Minsheng Art Museum · Shanghai 2010)

· Transformation of Chinese History, Art 2000-2009 (National Convention Center, Pékin 2010)

· Spirit and History (National Exhibition Tour 2010)

· 2010 Offshore Oil Painting · Sculpture Exhibition of Famous (Museum of Contemporary Art · Shanghai Zhangjiang 2010)

· Track and Qualitative · Beijing Film Academy 60th Anniversary Exhibition (Space Art Gallery, Pékin 2010)

· Youth · Youth Narrative Painting Exhibition (Musée des beaux-arts de Shanghai Shanghai 2010)

· Love and Hope - Support Japan affected children (Iberia Center for Contemporary Art, Pékin 2011)

· Visual Memory (Musée des beaux-arts de Shanghai Shanghai 2012)

· Four Decades of Stories · Time Friendship Art (Shanghai, Nanchang 2012)

· Integrate the New Extension - Returned Overseas Artists Painting Exhibition (Beijing World Art Museum, Pékin 2012)

· Group Jane Meta · National Ten Art Museum Exhibition (Musée d'art national de Chine, Pékin 2013)

· The 55th Venice Biennale · Parallel Exhibition "Heart Beat" (Venise, Italie · 2013)

### Exposition personnelle
· Chen Danqing Exhibition  My Paintings and Tibet (Wally Findlay Galleries, New York · États-Unis)

· Chen Danqing Exhibition (Wally Findlay Galleries, Beverly Hills · États-Unis)

· Chen Danqing Oil Painting Exhibition (Sun Yat-sen Memorial Hall in Taipei · 1995)

· Chen Danqing Exhibition (Université des sciences et technologies de Hong Kong, Hong Kong Arts Centre · 1998)

· Chen Danqing 1968-1999 Sketch Painting Exhibition (Pékin , Guangzhou, Wuhan, Shenyang, Nanjing Shanghai 2000)

· Chen Danqing Print Exhibition (Miki International Art, Pékin 2010)

· Chen Danqing Returned Years (Chinese Painting Academy, Pékin 2010)

### Curatorial
· Back to Painting (Musée national de Chine, Pékin)

· In the Face of the Original Code (Chinese Painting Academy, Pékin)

· Shanghai Notepad · 1960 Photo Exhibition (Today Art Museum, Pékin)

· Tracer One Hundred Bridge Picture Show (Musée de Suzhou, Suzhou)

#### Collections
· Military Museum of the Chinese Revolution

· Jiangsu Provincial Art Museum

· Musée d'art national de Chine

· Académie centrale des beaux-arts de Chine

· Université Harvard

· Wally Findlay Galleries International, Inc.
· Europe, Amériques, Asie des dizaines d'organismes, les collectionneurs